# NGC 3162
NGC 3162 (również NGC 3575, PGC 29800 lub UGC 5510) – galaktyka spiralna z poprzeczką (SBbc), znajdująca się w gwiazdozbiorze Lwa.
Odkrył ją William Herschel 12 marca 1784 roku. 21 lutego 1863 obserwował ją też Heinrich Louis d’Arrest, przy określaniu pozycji popełnił jednak błąd w rektascensji wielkości jednej godziny i dlatego uznał, że odkrył nowy obiekt. Błędu tego nie wyłapał John Dreyer przy zestawianiu swego katalogu i skatalogował galaktykę dwukrotnie – jako NGC 3162 (obserwacja Herschela) i NGC 3575 (obserwacja d’Arresta).